# Défense conseil international
Pour les articles homonymes, voir DCI.
Défense conseil international (DCI) est une société internationale française de services, dont l'État français est actionnaire à plus de 30%, créée en 2000 après la fusion de quatre sociétés distinctes (COFRAS, NAVFCO, AIRCO et DESCO), correspondant chacune à une composante des forces armées françaises, créées au gré des grands contrats d’exportation de la France dans le domaine de la défense et de la sécurité. En 2000, le regroupement de ces quatre sociétés donne naissance à l’actuel groupe DCI afin d'exporter le savoir-faire et l’expertise française, dans les domaines relatifs à la défense et la sécurité, vers les pays considérés comme des partenaires de la France. À ce titre, DCI intervient essentiellement en tant qu’opérateur du ministère des Armées. En 2023 DCI a reçu l'accréditation par la Commission Européenne en tant qu'acteur de mise en œuvre de projets UE et OTAN.
Début 2024, dans le cadre d'une privatisation partielle officialisée le 20 mars 2024, l'État français décide de vendre 21,56 % de ses actions. Depuis, la société est possédée à 34 % par l'Etat Français et 66% par le groupe ADIT.
Le siège social de DCI est situé à Paris.
Le groupe est présent sur plusieurs continents. 

## Historique
Les principales dates concernant l'historique de DCI sont :
- 1972 : création, sous l’égide de l’État, de la Compagnie française d’assistance spécialisée (COFRAS) ;
- 1980 : création de la Société navale française de formation et de conseil (NAVFCO) ;
- 1984 : création de la composante « Air de conseil » (AIRCO) ;
- 1990 : création de DESCO (alors « Armement et service ») ;
- 1994 : premier rapprochement des quatre sociétés au sein d'une holding ;
- 2000 : fusion des quatre sociétés au sein de Défense conseil international ;
- 2004 : extension des offres vers le groupe sécurité et défense, en partenariat avec la gendarmerie française et le GIGN ;
- 2008 : création d’Hélidax, premier partenariat public-privé du secteur de la Défense, pour l'entraînement sur hélicoptères ;
- 2010 : mise en place d’un réseau de cinq antennes à l’étranger (Arabie saoudite, Émirats arabes unis, Koweït, Qatar et Singapour) ;
- 2013 : Création de la co-entreprise NavOcéan avec le navire-école Almak
- 2014 : DCI lance ses activités de cyberdéfense en partenariat avec l'État-Major des armées ;
- 2015 : partenariat entre le groupe DCI et le commandement « Cyber » regroupant l'ensemble des unités cyber de l'Armée française ;
- 2020: acquisition de la société Atechsys spécialisée dans les drones.
- 2022 : adoption du statut de société à mission
- 2023 : Accréditation par la Commission Européenne en tant qu'acteur de mise en œuvre de projets UE et OTAN
- 2023 : prise de participation majoritaire au capital d'IFESO, l'Institut Français d’Enseignement Stratégique et Opératif.

## Domaines d'activité
DCI, en tant qu’opérateur du Ministère de la défense, intervient dans les différents domaines de compétences des Forces armées françaises pour assurer des prestations de formation, entrainement, conseil et mise à disposition de moyens. Elle opère de concert avec les industriels français pour accompagner leurs ventes d'armement vers les pays alliés de la France.

### Marine

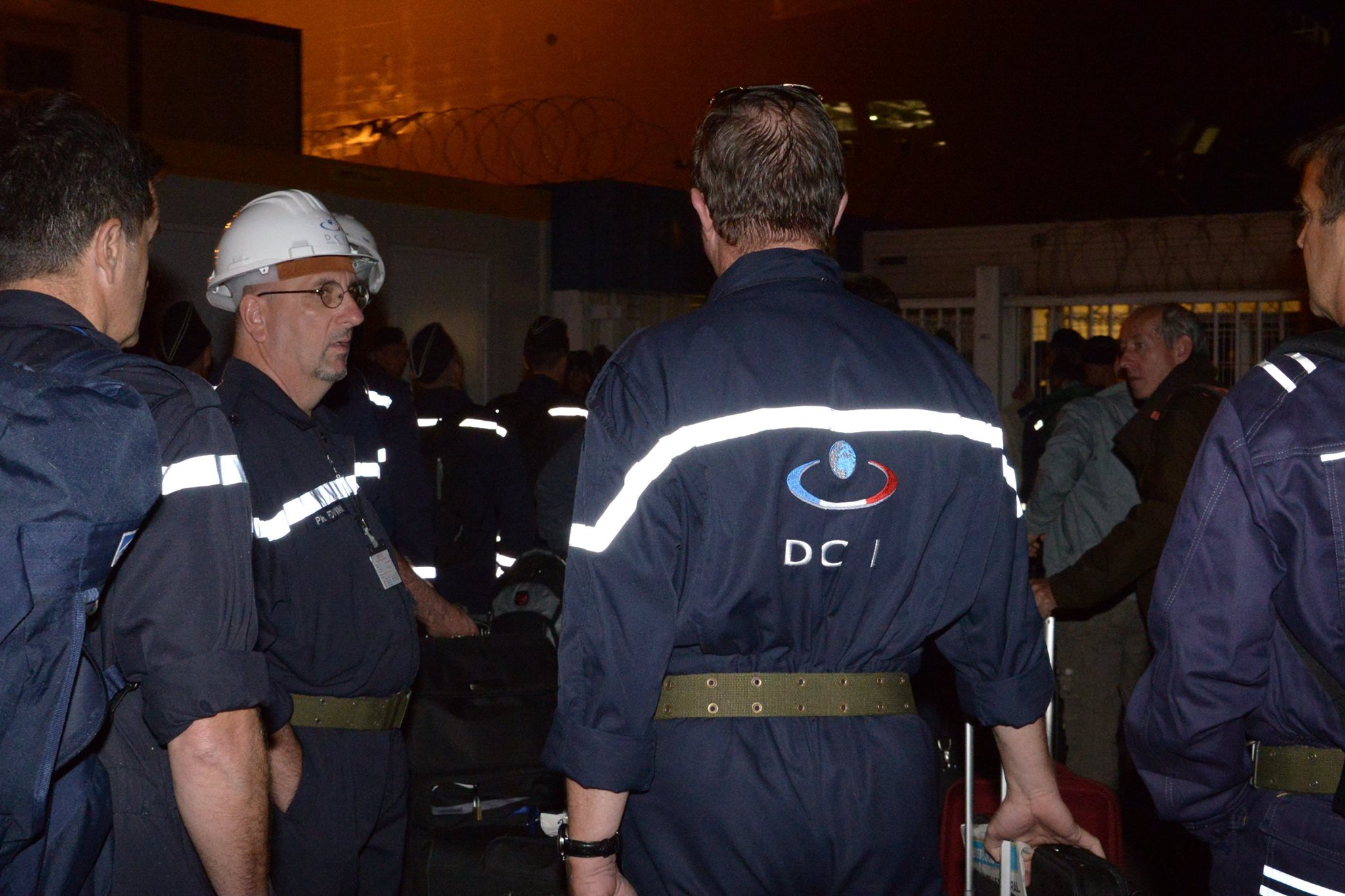
Formateurs DCI embarquant à bord du PHA Vladivostok (devenu le Gamal Abdel Nasser) lors de l'affaire des Mistral avec des marins russes, au cours de la nuit du 12 au 13 septembre 2014.

NAVFCO opère depuis 1980 dans le secteur de la marine. Le groupe contribue à la vente de matériel, formation et entraînement des marines et autres partenaires,.

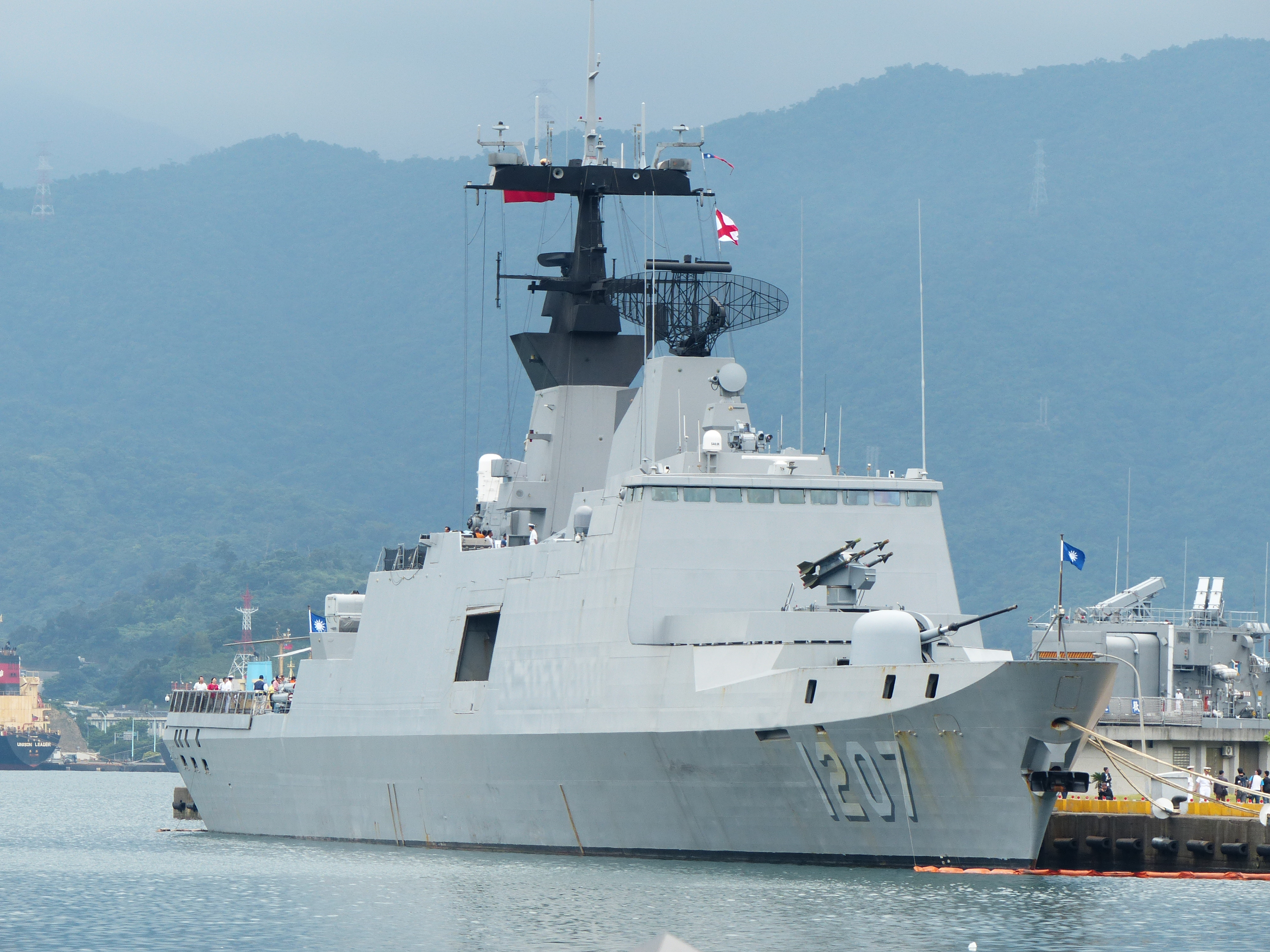
Une des frégates à la baie de Zhongzheng vendues à Taiwan dans l'affaire des Frégates

Les domaines d'activités couvrent les domaines navals suivants: navires de surface, sous-marins, aéronautique navale, sécurité maritime, plongée et forces spéciales.

#### Affaire des frégates de Taïwan
L'entreprise est impliquée dans l'affaire des frégates de Taiwan. La marine taïwanaise leur a cependant plus tard confié la modernisation de ses frégates classes Lafayette que DCI leur avait déjà vendues en 1989.

### Terre
DCI vend des prestations labellisées « forces armées françaises ».

### Air
Le groupe vend l'expertise de l’armée de l’air française aux forces aériennes étrangères.
En 2014, DCI rachète la société Vigie aviation spécialisée dans la surveillance maritime.
L’Institut Français de Sécurité Aérienne (IFSA) est intégré au sein de la composante aéronautique de DCI.

### Armement
La branche « Armement » de DCI est l’émanation de la direction générale de l’Armement (DGA) du ministère de la Défense.
DCI s’appuie sur des équipes issues de la DGA et du secteur industriel français de l’armement.

### Cyberdéfense
Le CDMI s’est doté d"une plateforme d’environnement et de scénarios réalistes.
DCI s’appuie également sur le Pôle d’Excellence Cyberdéfense pour la construction de ses formations académiques en s’appuyant sur des outils techniques représentatifs de l’environnement d’entreprise. Les formations cyberdéfense couvrent la prévention et protection, la détection et gestion des incidents, les réponses et interventions,.

### Hélicoptères
DCI est fortement impliquée dans les activités de services aux hélicoptères. DCI déploie des experts aéroterrestres pour assurer dans plusieurs pays du Moyen-Orient et d’Asie du Sud-Est, des missions de soutien technique aux flottes hélicoptères ainsi que de formations,, ab initio et tactiques d'équipages opérationnels.
En avril 2019, DCI, actionnaire d'Hélidax à 50%, a exercé son droit de préemption statutaire et a acquis la totalité des actions Hélidax.

### Drones
DCI propose des formations dans le domaine des drones,, notamment à Salon-de-Provence, à partir de l'expérience des OPEX (Mali, République centrafricaine, Afghanistan).

### Santé
DCI accompagne ses clients dans le renforcement et le déploiement de leurs capacités dans le domaine de la santé militaire,.
En 2015, DCI annonce la signature d’une convention-cadre avec la direction du Service de Santé des Armées (SSA) français afin de proposer à l’étranger des prestations de formation (opérationnelle et universitaire), d’expertise ainsi que les matériels associés.

### Guerre électronique
En partenariat avec des acteurs majeurs de l’industrie de l'armement, de la défense et de l’aéronautique, comme Thales, MBDA ou Lacroix, DCI a investi, par le biais de son département GE le champ de la guerre électronique.
L’association scellée en juin 2015 avec Thalès, un des leaders mondiaux du secteur de la défense et de l'aéronautique, a permis d’étayer l’engagement de DCI dans ce secteur. Ce partenariat entre ces deux entreprises a abouti à la création de modules de formations communs proposés par les deux entités dans le domaine de la guerre électronique,,.

### Intelligence économique
Intelco est créé en avril 1993 par Christian Harbulot et Jean Pichot-Duclos pour sensibiliser les entreprises françaises à l'intelligence économique. Elle initie les grands groupes français au renseignement économique pour mieux appréhender les concurrents et les marchés commerciaux. La structure est dissoute en février 1998.

### Acteur de mise en œuvre de l'Union Européenneet de l'OTAN
DCI a été choisie pour participer à l'externalisation de la mise en œuvre des paquets DCB (Defence Capacity Building) de l'OTAN. À la suite d'un accord de cinq ans signé en juillet 2023, DCI est désormais un "organisme affilié à l'OTAN".
Les paquets DCB peuvent porter sur différents types de soutien, allant des conseils stratégiques sur la réforme et le renforcement des institutions du secteur de la défense et de la sécurité, au développement des forces locales par l’éducation et la formation, ou encore aux conseils et à l’assistance dans des domaines spécialisés tels que la logistique, la cyberdéfense ou les ressources humaines.

## Prestations payées d'e-réputation
L'entreprise a fait appel à des prestations pour faire éditer des pages Wikipédia, en violation des règles de déclaration de conflits d'intérêts du site.

## Organisation
En 2016, le groupe a réalisé un chiffre d’affaires de 227,6 M€,,,,.
En 2016, l’entreprise compte 1079 salariés, dont environ 260 à l’étranger et dispose d’antennes permanentes aux Émirats arabes unis, en Arabie saoudite, au Koweït, au Qatar à Singapour et en Malaisie.
Au Moyen-Orient, le groupe est notamment implanté au Qatar, Koweït, en Arabie saoudite et aux Émirats arabes unis. En Asie du Sud-Est, le groupe est également déployé en Malaisie, à Singapour et en Inde. Depuis 2015, le groupe est présent en Amérique du Sud. Depuis 2022, le groupe dispose d'un bureau UE / OTAN à Bruxelles.
En 2020, le groupe a réalisé un chiffre d’affaires de plus de 230 M€.

### Président-directeur général
Le président-directeur général est nommé par décret du président de la République française.
- Depuis 2024 : Didier Castres

#### Anciens présidents
- 1994-1997 : Yves Sillard
- 1997-2001 : Bruno Durieux
- 2001-2007 : Yves Michot
- 2007-2013 : Jean-Louis Rotrubin
- 2013-2014 : François Dupont
- 2014-2018 : Jean-Michel Palagos
- 2018-2024 : Samuel Fringant[42],[43],[44]

## Chiffres d'affaires
Le chiffre d’affaires de DCI s’élevait en 2020 à 230 millions d’euros. Pour neuf années antérieures, le chiffre d’affaires était de :
- 2007 : 112 M€
- 2008 : 129 M€
- 2009 : 140 M€
- 2010 : 146 M€
- 2011 : 166 M€
- 2012 : 183 M€
- 2013 : 221 M€
- 2014 : 241 M€
- 2015 : 227.5 M€[46]
- 2020 : 230 M€
- 2023 : 230 M€

- État français (34 %)
- ADIT (66 %)

## Actionnaires
Depuis 2024, le capital de la société DCI se répartit de la façon suivante :
- État français 34 % ;
- ADIT 66 % .